# Proyecto Andino de Tecnologías Campesinas
El Proyecto Andino de Tecnologías Campesinas (PRATEC) es una organización no gubernamental peruana fundada en noviembre de 1986 en Urubamba, Cusco, dedicada a la investigación y promoción de los derechos de los pueblos indígenas en los Andes. Desarrollan proyectos de desarrollo sostenible, educación intercultural, afirmación cultural y publicaciones relacionados con sabidurías y prácticas tecnológicas originarias de los Andes en Bolivia, Ecuador y Perú.
Fue fundada en 1986 por Grimaldo Rengifo Vásquez, Eduardo Grillo Fernández, Francois Greslou y Marcela Velásquez. En junio de 1988 toma la forma jurídica de PRATEC con sede en Lima. No obstante, sus actividades se iniciaron en 1987.